# ГЕС Галлето/Монте-Сан-Анджело
ГЕС Галлето/Монте-Сан-Анджело (італ. Centrale idroelettrica di Galleto/Monte S. Angelo) — гідроелектростанція в центральній частині Італії, у провінції Рієті. Використовує ресурс зі сточища річки Нера (найбільша притока Тибру, через який вона належить до сточища Тірренського моря), зокрема той, який пройшов через ГЕС Котіліа.
У стародавні часи на лівобережжі Нери існувало озеро Веліно, назване по найбільшій річці, що впадала в нього. Навколишня болотяна місцевість була мало придатна для проживання через малярію, тому ще у 271 році до н. е. цензор Маній Курій Дентат організував прокладання каналу для спуску води. В результаті річка Веліно стала прямою лівою притокою Нери, а на місці великого озера утворилось декілька значно менших водойм, однією з яких є озеро П'єдилуко у межиріччі Нери та Веліно. Саме його використовують як денний балансуючий резервуар для обслуговування ГЕС Галлето, поповнюючи за рахунок подачі ресурсу по двох напрямках:
- починаючи з 1924 року із Веліно, зв'язок з якою відновили за допомогою штучного каналу довжиною 0,4 км. Поповнення відбувається в обсягах 10 м3/с у нічну пору, тоді як в інші періоди здійснюється подача води у зворотному напрямку до русла Веліно і далі до машинного залу. Для управління цією системою створені шлюзи на каналі, водозаборі дериваційного тунелю та руслі, яке веде до водоспаду Марморе (падіння 165 метрів, утворений в давньоримські часи при спуску озера Веліно);

- починаючи з 1932 року із Нери по дериваційному тунелю (на окремих невеликих ділянках каналу) завдовжки 42 км. На своєму шляху ця споруда додатково отримує ресурс із потоків Корно та Виджі, а також ще раз із Нери, за допомогою насосної станції Борго-Черрето потужністю 1,8 МВт, яка забезпечує підйом на 35 метрів. По даному напрямку вода подається цілодобово в обсягах 15 м3/с.

Поповнюване таким чином П'єділуко має об'єм від 15 до 17 млн м3, максимальну глибину до 20 метрів та площу поверхні 1,7 км2. Від нього вода подається до двох машинних залів, розташованих пліч-о-пліч на лівому березі Нери після водоспаду Марморе. Описана схема забезпечує роботу гідроелектростанції з напором у 202,5 метра.
Спочатку в 1929—1931 роках запустили в експлуатацію машинний зал Галлето, обладнаний чотирма турбінами типу Френсіс потужністю по 36,5 МВт. Під час Другої світової війни німецькі бомбардувальники намагались вивести станцію з ладу, проте вузька ущелина та заходи маскування завадили цьому. Тоді у червні 1944 року наземні групи організували підрив турбінного обладнання. По завершенні у 1945 році відновлюваних робіт станція знов розпочала роботу з чотирма турбінами по 40 МВт.
У 1973-му ввели в експлуатацію другий машинний зал Монте-Сан-Анджело з майже такою ж потужністю, як і у першої черги — 166 МВт. Виконання проєкту полегшувалось тим, що закладені у 1920-х роках гідротехнічні споруди розраховувались на потужнішу станцію.
Відпрацьована вода повертається у Неру перед водозабором ГЕС Monte Argento.
Управління роботою ГЕС здійснюється з диспетчерського центру в Терні.